# آنخل الگری
آنخل الگری (اسپانیایی: Ángel Allegri‎; ۲۶ دسامبر ۱۹۲۶ – ۳۰ دسامبر ۱۹۸۱) بازیکن فوتبال اهل آرژانتین بود.

## باشگاهی
از باشگاه‌هایی که در آن بازی کرده‌است می‌توان به باشگاه فوتبال ولز سارسفیلد اشاره کرد.

## تیم ملی
وی همچنین در تیم ملی فوتبال آرژانتین بازی کرده‌است.